# Sant'Atanasio a Via Tiburtina (titolo cardinalizio)
Sant'Atanasio in Via Tiburtina (in latino: Titulus Sancti Athanasii ad viam Tiburtinam) è un titolo cardinalizio istituito da papa Giovanni Paolo II il 28 giugno 1991. Il titolo insiste sulla chiesa di Sant'Atanasio a Via Tiburtina.
Dal 21 ottobre 2003 il titolare è il cardinale Gabriel Zubeir Wako, arcivescovo emerito di Khartoum.

## Titolari
- Alexandru Todea (28 giugno 1991 - 22 maggio 2002 deceduto)
- Gabriel Zubeir Wako, dal 21 ottobre 2003